# Tico-tico-de-cauda-branca
O tico-tico-de-cauda-branca (Pooecetes gramineus) é um pardal de tamanho médio da família Passerellidae. Único membro do gênero Pooecetes, é um pardal pálido com estrias marrons que se reproduz nas pastagens do norte da América do Norte. Ele migra para o inverno no sul dos Estados Unidos e no México.

## Taxonomia
O tico-tico-de-cauda-branca foi formalmente descrito em 1789 pelo naturalista alemão Johann Friedrich Gmelin em sua edição revisada e ampliada do Systema Naturae de Lineu. Ele o colocou junto com as aves do gênero Fringilla e cunhou o nome binomial Fringilla graminea. Ele indicou a localidade-tipo como sendo Nova York. Gmelin baseou sua própria descrição naquelas do "tentilhão-da-grama" que haviam sido descritas por John Latham em 1783 e por Thomas Pennant em 1785. O tico-tico-de-cauda-branca é agora a única espécie colocada no gênero Pooecetes, que foi introduzido em 1858 pelo naturalista americano Spencer Fullerton Baird. O nome do gênero combina o grego antigo ποα (poa), que significa "grama", com οικητης (oikētēs), que significa "morador". O epíteto específico gramineus é uma palavra em latim e significa "gramíneo" ou "semelhante à grama".
São reconhecidas três subespécies:
- P. g. gramineus (Gmelin, JF, 1789) - reproduz-se no sudeste do Canadá até o leste dos EUA
- P. g. confinis (Baird, SF, 1858) - reproduz-se no sudoeste do Canadá e no centro-oeste dos EUA
- P. g. affinis (Miller, GS, 1888) - reproduz-se no noroeste dos EUA

## Descrição
O tico-tico-de-cauda-branca tem 14-16 cm de comprimento total e pesa 19,5-28,3 g. Os adultos têm partes superiores marrons claras e partes inferiores claras, ambas com listras mais escuras. Há três características que são exclusivas do tico-tico-de-cauda-branca. A primeira é a presença de um pequeno anel branco ao redor dos olhos. A segunda é o brilho das penas brancas da cauda visto durante o voo. A terceira é a presença de uma mancha castanha no ombro. Entretanto, isso geralmente não é visível para um observador.
Outra característica notável é que alguns indivíduos dessa espécie, especialmente a oeste da Cordilheira das Cascatas, tendem a ter uma tonalidade mais rosada. Eles também não têm a linha dos olhos arrojada encontrada em alguns pardais.
O macho canta de um poleiro mais alto, como um arbusto ou um poste de cerca, o que indica que ele é o dono do território de nidificação. A canção musical começa com dois pares de notas assobiadas repetidas e termina em uma série de trinados, um pouco semelhante à do Melospiza melodia. Eles têm assobios arrastados com um tom mais baixo seguido de um segundo tom mais alto. Além disso, eles fazem uso de trinados curtos descendentes como parte de seu canto.

## Distribuição e hábitat
Eles são encontrados principalmente no Canadá e na maior parte do norte dos Estados Unidos. Diferentemente de outros pardais nas regiões em que são encontrados, eles estão localizados em altitudes mais baixas de áreas gramadas, como pastagens secas, arbustos de sálvia e campos.
Por volta de setembro, com o início do outono, eles migram para o leste dos Estados Unidos, a região central dos Estados Unidos, o México e a Costa do Golfo. Eles retornam em março, quando a primavera chega ao norte.

## Comportamento
Eles tendem a se ater mais à área dos arbustos, geralmente tomando "banhos de poeira" e pulando. Essas aves se alimentam no chão, principalmente de insetos e sementes. Fora da época de nidificação, eles costumam se alimentar em pequenos bandos.

### Reprodução
O cortejo sexual envolve o macho correndo com as asas levantadas e, ocasionalmente, pulando para cantar sua canção. O ninho solto em forma de xícara é colocado no chão. A ninhada de 3 a 5 ovos, geralmente 4, é incubada pela fêmea por 12 a 13 dias. Os filhotes são alimentados por ambos os pais e aprendem a voar depois de pelo menos 9 dias no ninho. São criadas duas ninhadas por estação.

## Ameaças à população
Embora a espécie como um todo não esteja ameaçada ou em perigo de extinção, ela tem enfrentado declínios em sua população. Entre 1970 e 2014, a população diminuiu em 30% e atualmente tem uma população estimada em cerca de 34 milhões. A espécie tem uma relação delicada com terras agrícolas. A perda de terras agrícolas devido a conversões para regiões mais desenvolvidas criou um grau de destruição de habitat causado por uma redução no espaço disponível para nidificação. No entanto, a presença de terras agrícolas também prejudicou a população. As operações inadequadas de cultivo, inclusive a colheita precoce e frequente, destruíram ninhos e ovos. As faixas de pousio ao redor das terras agrícolas também contribuíram para a destruição de habitat. A redução da cobertura pode aumentar a exposição aos predadores.